# Iphinoe pellucida
Iphinoe pellucida är en kräftdjursart som beskrevs av Hale 1944. Iphinoe pellucida ingår i släktet Iphinoe och familjen Bodotriidae. Inga underarter finns listade i Catalogue of Life.